# フレデリックスバーグの戦い
フレデリックスバーグの戦い（フレデリックスバーグのたたかい、英:Battle of Fredericksburg）は、アメリカ合衆国バージニア州フレデリックスバーグ市の内外で、1862年12月11日から12月15日にかけて、南軍のロバート・E・リー大将の北バージニア軍と北軍のアンブローズ・バーンサイド少将のポトマック軍との間で戦われ、南北戦争の中では最も一方的な結果になった戦闘である。北軍は12月13日に市の背後にある高台で塹壕に入って防御を固めた南軍に対して無益な正面攻撃を繰り返して恐るべき損失を出し、アメリカ連合国の首都リッチモンドへ向かっていたその方面作戦を早期に切り上げることになった。

## 背景とバーンサイドの作戦
この戦闘はリーの小規模だがより好戦的な軍隊に対する戦いの中で北軍が主導権を取り戻そうとした結果として生まれた。バーンサイドは11月に、ジョージ・マクレラン少将に代わってポトマック軍指揮官に指名された。マクレランは9月のアンティータムの戦いでリーの侵攻を止めたが、エイブラハム・リンカーン大統領はメリーランド州でリー軍を追撃し撃滅できなかったのはマクレランが決断力を欠いているためであるとし、また大会戦の後で軍隊の編成替えや再装備に時間を過剰に費やしていると考えた。
リンカーンや総司令官ヘンリー・ハレック少将からせかされたバーンサイドは、秋も遅い攻撃を立案し、11月9日にハレックとその作戦について検討した。この作戦は素早い動きと偽装に頼っていた。まずバージニア州ウォーレントン近くに敵にも見える形で軍を集結させ、カルペパー・コートハウス、オレンジ・コートハウスおよびゴードンスビルに動く振りをする。次に軍隊を素早く南東に動かしラッパハノック川を越えてフレデリックスバーグに入る。このときリーがバーンサイドの意図を理解できずにじっと動かずにいることを期待して、北軍は急速にフレデリックスバーグからリッチモンド・フレデリックスバーグ・アンド・ポトマック鉄道に添って南のリッチモンドに向けて進軍する。バーンサイドは、もし彼がウォーレントンから直接に南に動けば、このときウィンチェスターの南、シェナンドー渓谷にいるストーンウォール・ジャクソンの軍団の側面攻撃に曝されることを心配していたので、この作戦を選んだ。バーンサイドはまた、オレンジ・アンド・アレクサンドリア鉄道が不適切な供給線だと考えた。バーンサイドがフレデリックスバーグに近いファルマスに補給基地を集め始めたときに、リンカーンの政府はバーンサイドの作戦の見識について長々と議論を続けていた。リンカーンはバーンサイドの作戦を最終的に承認したが、最速で動かなければならないと警告し、リーがバーンサイドの予測したように動くかについては実際に疑っていた。

## 戦場への移動
北軍は11月15日に行軍を開始し、戦闘部隊は11月17日にファルマスに到着した。バーンサイドの作戦は直ぐに躓いた。舟橋を前もって送りラッパハノック川を素早く渡れるように命令を出していたが、手配のしくじりから橋は軍隊より前に送られていなかった。エドウィン・V・サムナー少将が到着した時、直ぐに川を渡って町にいる500名ばかりの南軍部隊を蹴散らし、西側の地の利のある高地を占領することを強く推奨した。バーンサイドは増加する秋の雨で川の浅瀬が使えなくなりサムナーが遮断されて打ち破られることを恐れて慌てはじめた。バーンサイドはサムナーにファルマスで待つように命じ、それまでのイニシアチブを失った。
11月21日までにジェイムズ・ロングストリート中将の軍団がフレデリックスバーグ近くに到着し、ジャクソンの軍団も急速で続いた。リーは当初バーンサイドとフレデリックスバーグの北西で戦うことを予測し、ノースアンナ川の背後に後退する必要があると見ていた。しかし、バーンサイド軍が緩り動いているのを見ると、全軍にフレデリックスバーグに向かうよう命じた。11月25日に最初の舟橋がファルマスに到着したが、ポトマック軍が抵抗もなしに川を渡るには遅すぎた。しかしリー軍はその半数しか到着しておらず、また塹壕に入ってもいないので、素早く行動するならバーンサイドにはジャクソンが到着する前にロングストリート軍を攻撃して打ち破る機会がまだあった。舟橋が揃ったのは月末であり、この時にはジャクソン軍が到着しロングストリート軍は強い防御陣を構えていた。
バーンサイドは元々、フレデリックスバーグの東、10マイル (16 km)下流で川を渡る考えだったが、ジュバル・アーリー准将の師団がそこに到着して遮った。このために直接フレデリックスバーグに渡ることを決断した。12月9日、ハレックに宛てて、「私は川の他の場所よりも我々の前面で直ちに渡河すれば、敵の意表に出ることができると考える。...敵の大部隊は今ポートロイヤルに結集していて、その残りがフレデリックスバーグに居ると確信し、これを倒せると期待する。」と書いた。バーンサイドは自軍の勢力的な優勢さに加え、有効な攻撃を受けないことが判っている点でも有利だった。ラッパハノック川の対岸ではスタッフォード高地と呼ばれる尾根に220門の大砲が据えられ、リー軍が大規模な反撃を仕掛けることを不可能にしていたからである。
北軍が渡河を試みる2日前でも敵司令官の作戦がよくわかっていなかったにもかかわらずリーは自軍の勝利を強く信じていた。左翼であるロングストリート配下の約2万名の兵士を市の直ぐ西、メアリーズハイツと呼ばれる尾根の頂上にある石壁の背後に置いた。市の南部、下流で渡河されることも恐れ、残りの部隊をジャクソン軍の南に配置した。その地域は丘が入り組んでおり、もう一つの優れた防御陣地になっていた。
12月11日朝、北軍の工兵技師達は全部で6個の舟橋を、2個は町中心の直ぐ北に、3番目は町の南端に、残り3つは南に近くラッパハノック川とディープランの合流点近くに組み立てた。工兵たちは特にウィリアム・バークスデイル准将のミシシッピ旅団に属する狙撃兵の銃火により大きな痛手を受けた。最終的にバーンサイドの部下が説得してその夜にボートで上陸部隊を送り込み、小さな橋頭堡を確保して狙撃兵を追い出した。南軍は北軍の援護砲撃があったために活発には上陸に抵抗しないことを選んだが、南北戦争でも最初の市街戦が起こり、建物は歩兵と対岸からの砲撃で取り払われた。北軍の大砲は5,000発以上の砲弾を町とその西の尾根に撃ち込んだ。橋が完成し、バーンサイド軍が市内を激しく蹂躙したので、リーはそれを古代ヴァンダル族の略奪行為になぞらえて怒った。この破壊行為は、その兵士の多くがバージニア生まれのリー軍兵士も怒らせた。12月11日と12日の流れの中で、バーンサイドの部隊は市の外郭に布陣しリー軍を攻撃する準備を整えた。

## 戦闘

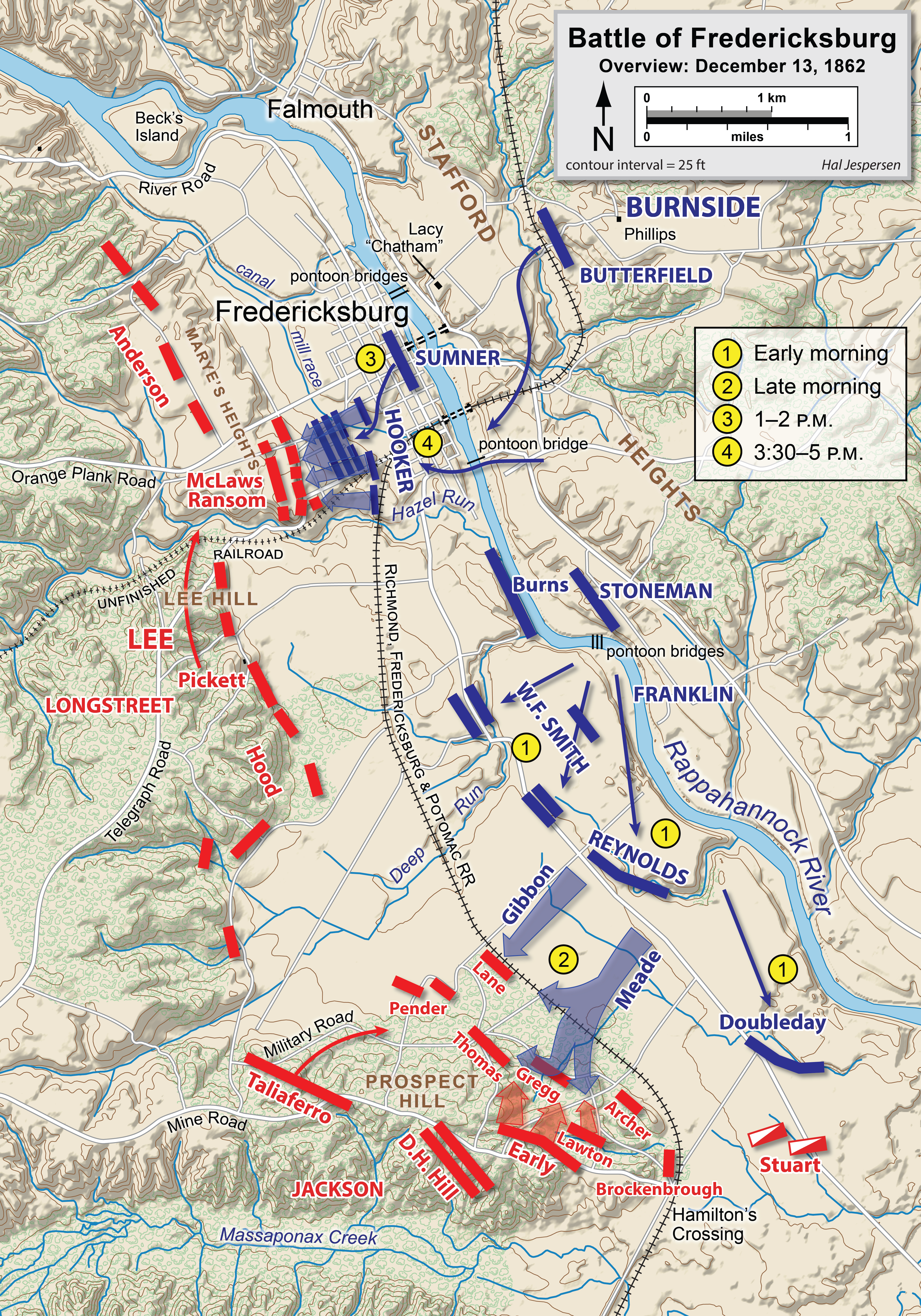
戦闘の概観、1862年, 12月13日

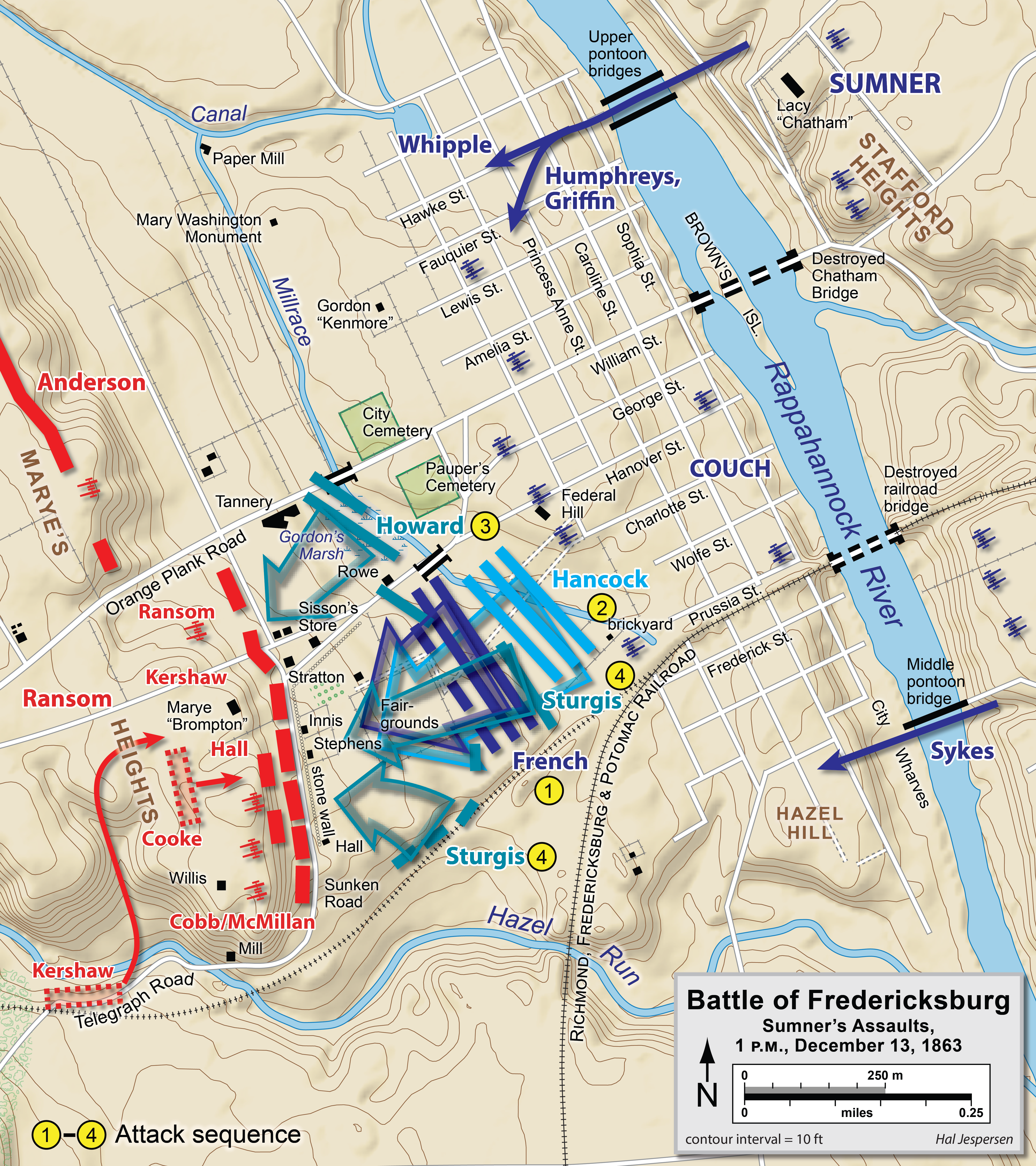
サムナーの突撃、午後1時

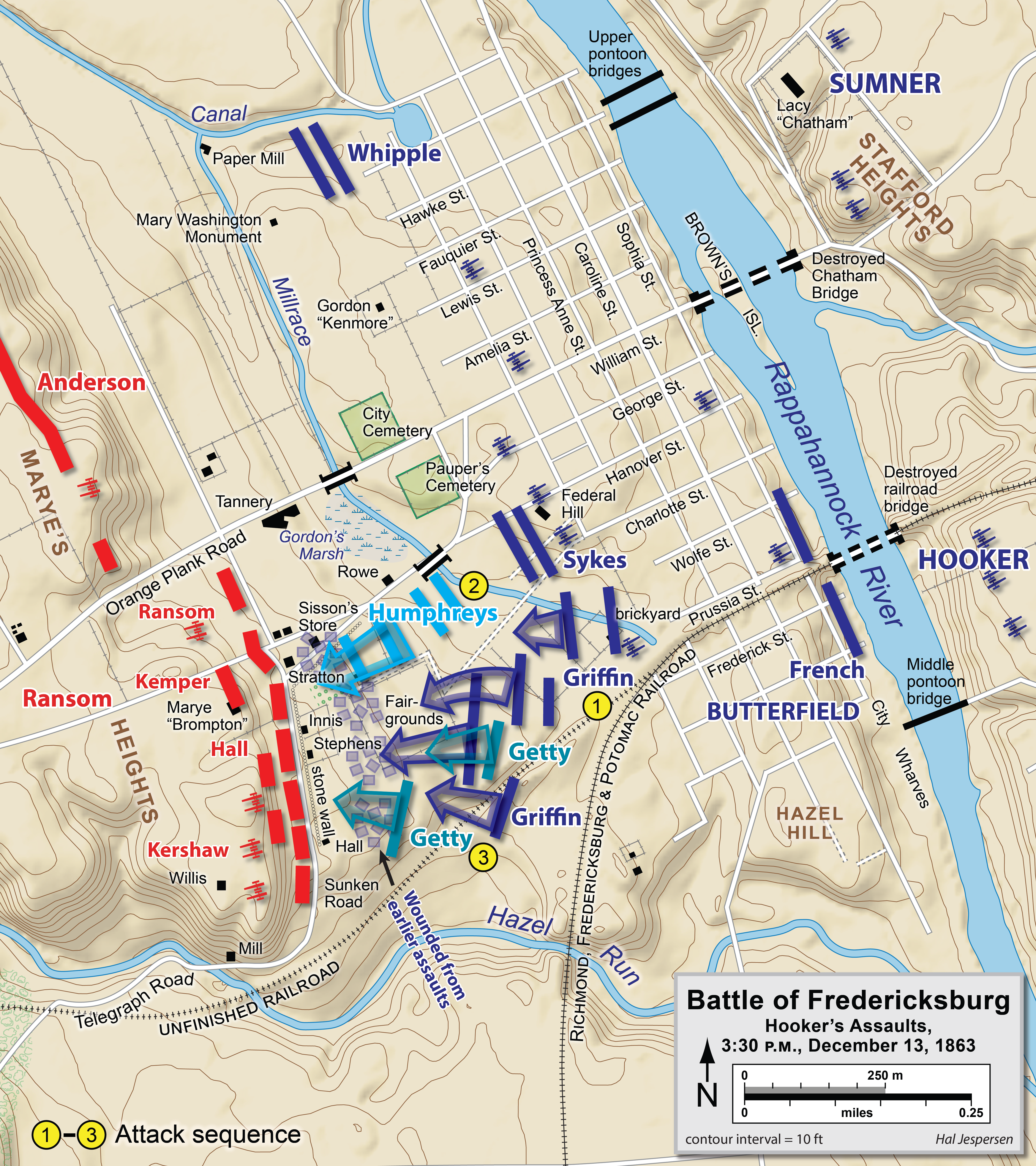
フッカーの突撃、午後3時半

戦端は12月13日の午前8時半に市の南で開かれ、ウィリアム・B・フランクリン少将が左翼大師団から2個師団を以前は見えていなかったジャクソン防御陣右翼の隙間に送り込んだ。午前10時までに厚い霧が立ち込め始め、当初はゆっくりした動きが加速された。ジョージ・ミード少将の師団が主攻撃隊を形成し、アブナー・ダブルデイとジョン・ギボン各准将の師団が支援した。この攻撃はジョン・ペラム少佐が指揮するバージニア騎馬砲兵隊によって立ち往生し、ペラムの2門の大砲（12ポンド真鍮ナポレオンと腔線式ブレイクリー）と北軍の砲兵大隊とが約1時間砲撃戦を続けた。リー将軍はこの戦闘を観察して、24歳のペルハムについて、「こんなに若い者にこれほどの勇気を見るとは素晴らしい」とコメントした。最後はミード隊が牽引役となり、マクシー・グレッグ准将の旅団に駆け込みこれを蹴散らした。グレッグは撃たれて致命傷となり、2日後に死んだ。
ミード隊の右翼では、ギボン隊がウィリアム・ドーシー・ペンダーとエドワード・L・トーマス各准将の旅団に攻撃を掛けかなり進展があったが、ミード隊とギボン隊が分離された。午後1時半までに激しい南軍の反撃でこれら2隊は押し返された。霧が深い状態だったので、北軍の砲兵隊はうまく支援できなかった。北軍部隊は撃退されて南軍の歩兵隊に追跡され、川で動けなくなる心配が出てきた。ここでダニエル・シックルズ准将とデイビッド・B・バーニー准将の師団が北軍の戦線を補強しに入り、ジャクソン軍の反撃が行き詰まりになった。戦闘の焦点は北のメアリーズハイツに移った。
フレデリックスバーグの西への最初の攻撃は午前11時に始まり、ウィリアム・H・フレンチ准将の師団がプランク道路に沿って移動し険しい堤のる排水路と広く開けた400ヤード (360 m)の平地に直面したが、その向こう窪んだ道路と石壁の背後には南軍の歩兵と砲兵の部隊が待ち構えていた。少し前にロングストリートは、砲術士官エドワード・ポーター・アレクサンダーから「我々が戦端を開いたらニワトリ（臆病者）1匹もあの平野では生きていけない」という言葉で安心させられていた。北軍の部隊の攻撃は排水路に架かる2本の小さな橋を縦列に進まざるを得ず、格好の目標にされた。さらに右翼側に攻撃を移そうという試みも湿地のために失敗した。南側と同様に、北軍の砲兵隊が霧に遮られ、南軍の大砲を効果的に黙らせることができなかった。
バーンサイドはこの右翼への攻撃が左翼へ行われる主隊の単なる支援になると予測していたが、フランクリンが立ち往生し、継続要請にも抵抗したので、バーンサイドは重点を変えた。フレンチの師団が大きな損失を出して撃退された後、バーンサイドはウィンフィールド・スコット・ハンコックとオリバー・O・ハワード各准将の師団を送り込んだが同じ運命に遭った。この時までに、南軍ジョージ・ピケット少将の師団とジョン・フッド少将の配下の1個旅団が北へ動きメアリーズハイツを補強した。チャールズ・グリフィン准将師団が午後3時半に攻撃を再開し、アンドリュー・A・ハンフリーズ准将の師団が午後4時に続いた。夕暮れ時にジョージ・W・ゲティ准将の師団が東から攻撃したがこれも撃退された。
北軍は6個師団が投入され、通常一どきに1個旅団が当たり、つごう16回の個別の攻撃となったが、全て失敗し、6,000名から8,000名の損失を出した。リー将軍はリーズヒルと呼ばれることになるその戦線の中央の場所からこの大虐殺を見ており、「戦争が大変恐ろしいのはよいことだ。でないと我々は戦争を好きになりすぎるだろう」と言ったとされている。ハイツでの戦闘の中にはアイルランド旅団の突撃もあり、戦力の50%を失ったが、他のどの旅団よりも高くハイツに駆け上がった。メアリーズハイツでの南軍の損失は1,200名程度だった。暗闇が訪れ、バーンサイドの部下達の懇願で攻撃は止められた。後にロングストリートは、「この攻撃は絶望的で流血が多く、全く望みの無いものだった」と書いた。数千の北軍兵士が12月の寒い夜をハイツに続く戦場で過ごし、南軍の銃火のために負傷者を動かしたり助けることもできなかった。
12月14日は一日中、両軍はそのままの陣地に留まり、バーンサイドはその古くから率いる第9軍団でメアリーズハイツに最後の攻撃を掛けようと考えたが、思い直した。その日の午後、バーンサイドはリーに負傷者を引き取るための休戦を申し入れ、リーはこれを寛大に受け入れた。翌日、北軍は川を渡って撤退し、戦いは終わった。

## 戦闘の後
両軍が蒙った損失を比べれば、いかに北軍の戦術が絶望的なものだったかがはっきり分かり、バーンサイドは一ヵ月後に指揮官から解任された（泥の行進という惨めな失敗の後）。北軍の損失は12,653名（戦死、1,284名、負傷9,600名、捕虜または不明1,769名）だった。2人の将軍、すなわちジョージ・ダシール・ヴェイアード准将とコンラッド・F・ジャクソン准将が瀕死の重傷だった。南軍の損失は5,377名（戦死608名、負傷4,116名、捕虜または不明653名)だった。この損失の大半は戦闘初期のジャクソンの前線でのものだった。南軍のマクシー・グレッグ准将とT・R・R・コブ准将が戦死した。
戦闘中の大虐殺と損失の程度に関する証拠として、第2サウスカロライナ志願歩兵連隊G中隊の軍曹リチャード・ローランド・カークランドの話がある。メアリーズハイツの下の窪んだ道路側にある石壁にいたカークランドは北軍が苦しんでいる様を近くで目撃し、他の多くの者と同様に、12月13日の寒い冬の夜通し助けを求める北軍負傷者の叫びを聞いてぞっとした。上官のジョセフ・B・カーショー准将の許可を得て、水筒を集め、明るい日中に、銃火を止めるとか休戦の旗もないままに（カーショーが拒否した）、戦場に横たわる多くの北軍兵士に水を与えて回った。北軍の兵士は、カークランドの意図が明らかだったので発砲を止めた。カークランドはこの行動で「メアリーズハイツの天使」と渾名され、その行動を実行したフレデリックスバーグ・アンド・スポットシルバニア国定軍事公園に銅像と標識で記念されている。
南部は大勝利に接して歓喜に沸き立った。リッチモンドの「イグザミナー」紙は「侵入者にとっての驚くべき敗北、神聖なる大地の守護者にとって素晴らしい勝利」と表現した。リー将軍は通常発言を控えるが、チャールストンの「マーキュリー」紙によって、「歓喜、ほとんど一方的、彼を訪問する人は誰でも抱擁したいように思われる」と表現された。新聞も「リー将軍は仕事のやり方を知っており、その軍隊は失敗というような言葉を未だに知らない」と叫んだ。
北部の反応は正反対であり、軍隊もリンカーン大統領も政治家や報道から強い攻撃を受けた。シンシナティの「コマーシャル」紙は「あの日我が軍に感知できるよりも、兵士が多くの勇敢さを示すか将軍達が判断しないことを示すかは、人間の性格として考えられない。急進派共和党のザカライア・チャンドラー上院議員は「大統領は弱い男であり、この場に臨んであまりに弱く、かの愚かで裏切り者の将軍達は、決着のつかない戦闘と遅れの中で、時間とより貴重な血を費やしている。」と書いた。ペンシルベニア州知事アンドリュー・カーティンは戦場に行ったあとでホワイトハウスを訪問した。彼は大統領に向かって、「あれは戦闘ではなかった。あれは屠殺だった」と言った。カーティンは、大統領が「戦闘を振り返って心を傷め、直ぐに狂気に近い神経的興奮状態になった」と報告した。リンカーン自身も「地獄よりも悪い場所が有るとすれば、私はそこにいる。」と記した。

## 戦場の保存
2006年3月、南北戦争保存信託はフレデリックスバーグ戦場跡の重要な場所であるスローター・ペン農場の保存のために120万ドル募金運動を始めると宣言した。205エーカー（80万平米）の農園は地元ではピアソン・トラクトと呼ばれ、1862年12月13日の流血を呼んだ戦闘の場所である。この場所で北軍のジョージ・ミード少将とジョン・ギボン准将の部隊が、フレデリックスバーグの北バージニア軍戦線南側を守るストーンウォール・ジャクソン中将の部隊に攻撃を掛けた。ミードは以下の北軍は莫大な損失を受けたにも拘らず、一時的に南軍の戦線を突破し、暫くの間、フレデリックスバーグの戦いで北軍が勝つチャンスを示した。戦場のこの南側の場所での戦いは後にスローター・ペンと名付けられ、5,000名の損失と5名の名誉勲章受章者を生んだ。
スローター・ペン農場はフレデリックスバーグ戦場跡で最大の保護されないままとなっている場所と考えられた。また戦場跡で訪問者が12月13日の北軍の攻撃を初めから終りまで辿ることのできる唯一の場所でもある。フレデリックスバーグで他の北軍が攻撃したと考えられる場所ほとんど全ては、すなわち戦場の南端やメアリーズハイツの前面は開発によって変わってしまった。フレデリックスバーグ戦場跡のスローター・ペン農場に1200万ドル募金獲得は、アメリカ史の中でも最も大望ある非営利戦場跡獲得と呼ばれた 。
2006年10月、アメリカ合衆国内務省はスローター・ペン農場の重要性に基づき200万ドルを拠出した。この金は土地および水保護基金からアメリカ合衆国議会の政府支出金を通じて与えられた。この基金はアメリカ南北戦争の意味ある戦場跡を獲得し保存するために非連邦の運動を支援している。この計画はアメリカ合衆国国立公園局のアメリカン戦場跡保護計画で管理されている。さらに中央バージニア戦場信託はスローター・ペン農場募金に100万ドルを寄付した。